# Magudulela de Suazilandia
Magudulela de Suazilandia (*1660 - 1710). Hijo de Mavuso I fue sucesor al trono de Suazilandia aunque no llegó a ser coronado como Rey ya que su madre metió su mano derecha en agua caliente porque era zurdo, este incidente le incapacitó para reinar y su hermanastro Ludvonga I se convirtió en el nuevo Rey de Suazilandia.
| Predecesor: Mavuso I | Sucesor al trono (imposibilitado para el trono) | Sucesor: Ludvonga I |

- Datos: Q5989975